# Kometenforschung

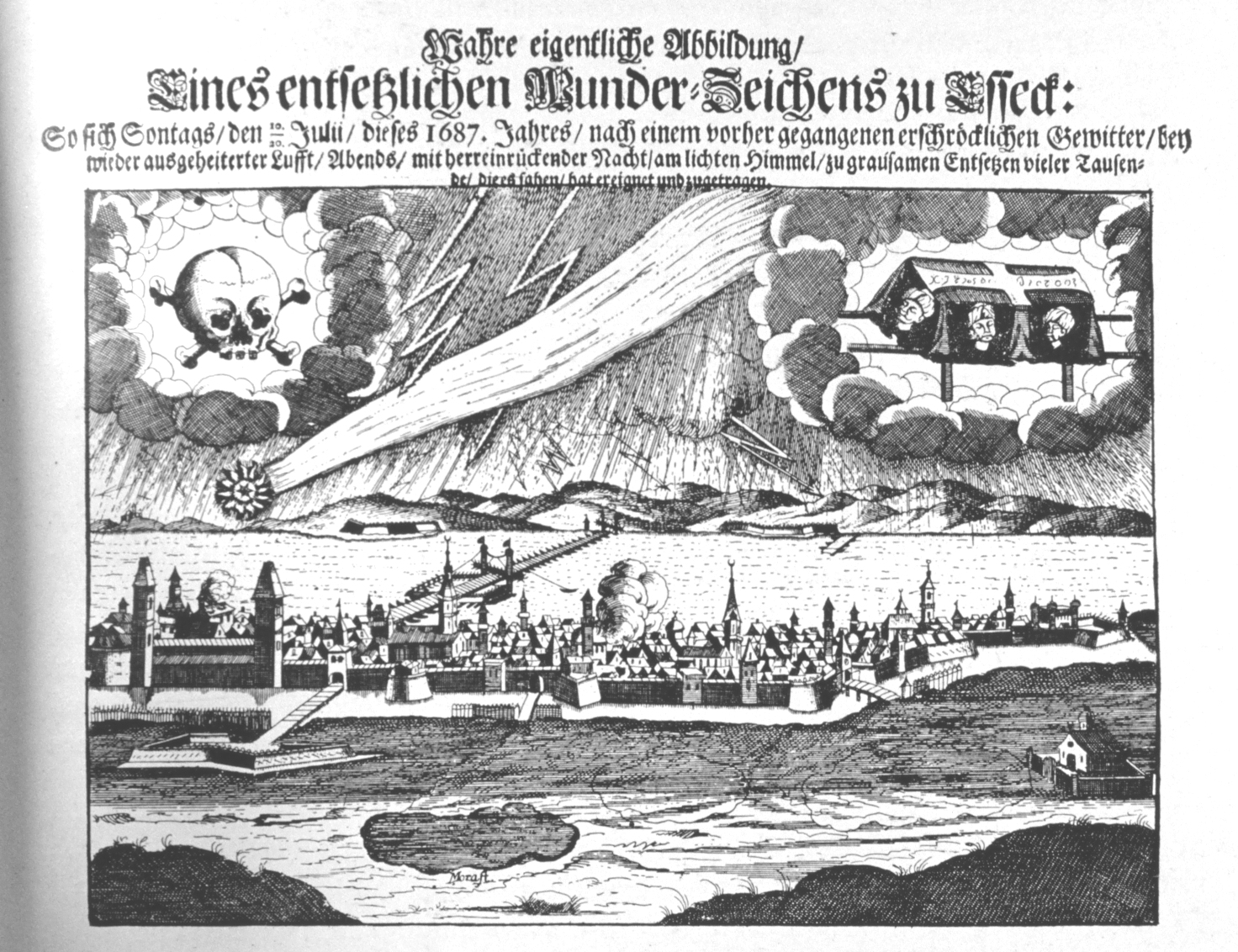
Kometenflugblatt von 1687, der Komet als Vorboten von Tod und Zerstörung

Kometenforschung ist die Erforschung von Kometen.

## Geschichte
Kometen haben die Menschen schon immer fasziniert. Anders als die Sterne und die Planeten tauchten sie immer wieder aus dem Nichts und ohne erkennbare Regelmäßigkeiten auf. Sie wurden deshalb als Zeichen der Götter betrachtet. In den ersten Versuchen einer wissenschaftlichen Betrachtung wurden Kometen als atmosphärische Erscheinungen betrachtet. Aristoteles beschrieb in seinem Buch meteorologika, wie brennbare Gase aus Felsspalten entwichen und sich in der Welt unter dem Mond (sublunar) entzündeten. Durch eine schnelle Freisetzung dieser Gase entstünden Sternschnuppen, durch eine langsame hingegen Kometen. In der Antike kam es bei der Beobachtung einer Konjunktion mit bloßem Auge scheinbar zu einer Verschmelzung von einem Planeten mit einem Stern, die von Aristoteles im Jahr 350 v. Chr. erwähnt wird und als mögliche Ursache für die Entstehung von Kometen angesehen wurde.

## Schicksalsboten

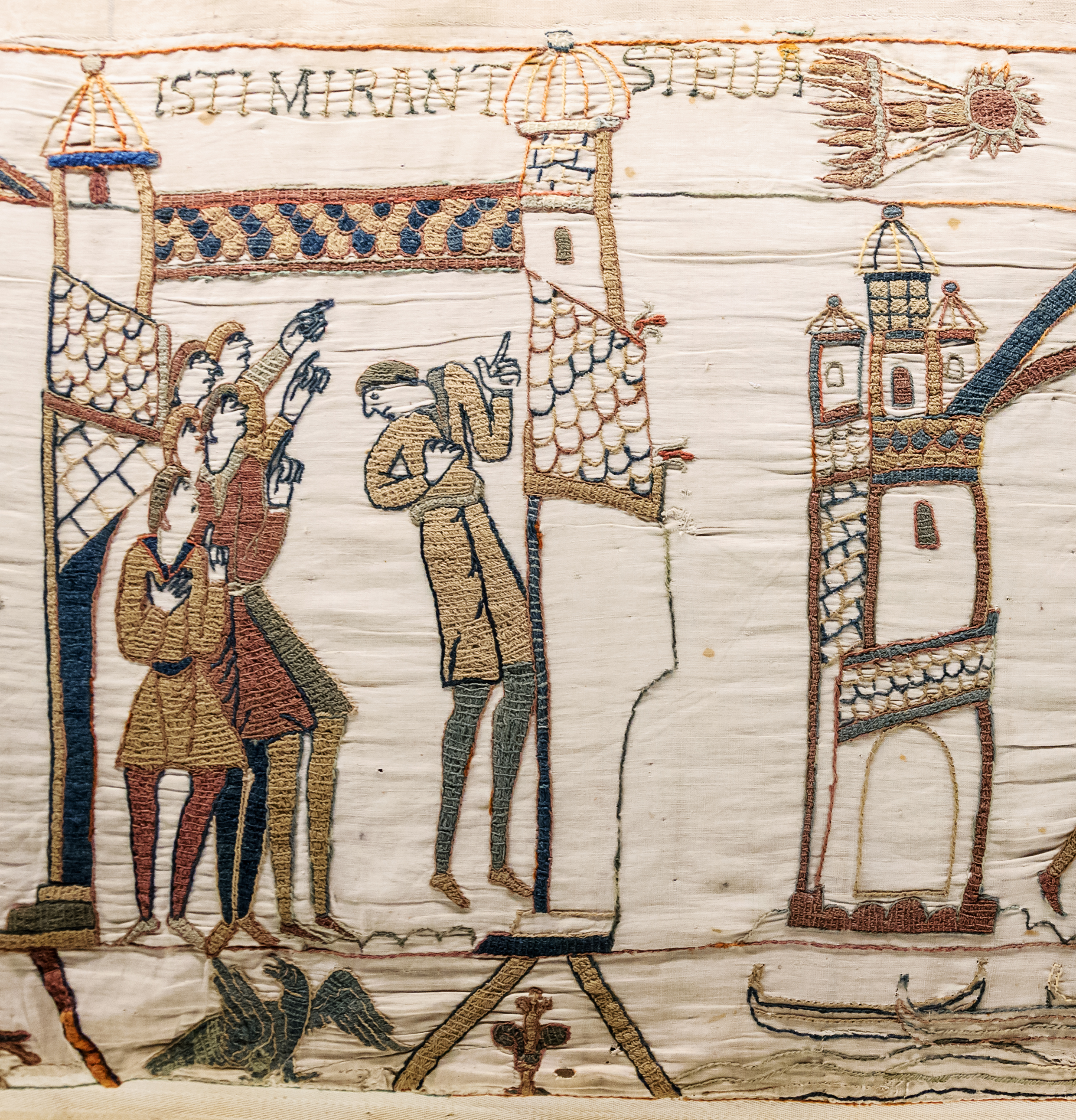
Der Halleysche Komet auf dem Teppich von Bayeux (rechts oben)

Im Laufe der Zeit wurde die Kausalität umgekehrt, indem die Kometen ihrerseits das Geschehen auf der Erde beeinflussen sollten. Die völlig unerklärlichen Kometenerscheinungen wurden als Ankündigung oder Verursacher von Natur- oder anderen Katastrophen angesehen, wofür sich immer Beispiele finden ließen. So wurde der Komet von 79 n. Chr. als Ankündigung des Vesuvausbruchs mit dem folgenden Untergang von Pompeji angesehen, und bei der auf dem Teppich von Bayeux verewigten Niederlage der Angelsachsen gegen die Normannen in der Schlacht von Hastings (1066) wurde der damals sichtbare Halleysche Komet als böses Omen gedeutet.

Siehe Spezialartikel: Kometenfurcht
Im christlichen Mittelalter galten sie als von oben gesandte Zeichen, hinter denen der Wille Gottes stand: „Es wird gewaltige Erdbeben und an vielen Orten Hungersnöte geben, und am Himmel wird man gewaltige Zeichen sehen“ (Lukas 21,11). Der Ausbruch der Pest 1635, bei der allein in London mehr als 90.000 Menschen starben, wurde als Strafe Gottes angesehen, da ihr im selben Jahr ein Komet vorausging. Noch 1835 wurden dem erneut sichtbaren Halleyschen Kometen eine Reihe von Katastrophen zugeordnet, unter anderem ein Großbrand in New York, der Ausbruch mehrerer Kriege in Mittel- und Südamerika und ein Massaker in Afrika.
Als 1910 die Erde den Schweif des Halleyschen Kometen durchquerte, sorgte dies für stark übertriebene Besorgnis und den Verkauf von fast einer Million Gasmasken. Grund dafür war, dass im Schweif vorher Spuren von Blausäure nachgewiesen wurden. Da Kometenschweife allerdings eine sehr geringe Dichte haben, konnte sein Inhalt höchstens stark verdünnt in die Atmosphäre eindringen.

## Wissenschaftliche Anfänge
Erst Tycho Brahe konnte durch genaue Analyse der Kometenbeobachtungen von 1577 und 1585 zeigen, dass Kometen keine atmosphärischen Phänomene sind, sondern sich jenseits der Mondbahn bewegen. Nachdem Isaac Newton mit seiner neuen Gravitationstheorie nachwies, dass sich Kometen in der Regel auf langgestreckten Ellipsen bewegen, verfeinerte Edmond Halley die Methodik und bestimmte die Bahnperiode des Kometen von 1682 zu ungefähr 76 Jahren, übereinstimmend mit den Kometenerscheinungen von 1531 und 1607. Damit konnte er erstmals das Wiederkehren eines Kometen für 1758 vorhersagen; erleben konnte er es jedoch nicht mehr.
Der nächste Komet mit einem periodischen Orbit wurde von Johann Franz Encke gefunden; für seine Umlaufbahn fand er 1821 die Umlaufdauer von 3,3 Jahren. Die Bahn des  Enckeschen Kometen wurde in der Folge regelmäßig vermessen, und man stellte hierbei erstmals Abweichungen vom Newtonschen Gravitationsgesetz fest.

## Moderne Kometenforschung
Viele Historiker sehen den Beginn der modernen Kometenforschung in der spektroskopischen Untersuchung der Kometen von 1864 und 1866.
Ebenfalls 1866 konnte Giovanni Schiaparelli zeigen, dass die starke Perseidenaktivität von 1863 in Zusammenhang mit dem Kometen Swift-Tuttle stand.
Über die Natur der Kometen wurde lange spekuliert, aber erst Friedrich Wilhelm Bessel war im frühen 19. Jahrhundert auf der richtigen Fährte, als er die Helligkeit von Kometen auf die Dämpfe eines festen Körpers zurückführte. Diese Ausdampfungen boten auch eine Erklärung für die Bahnabweichungen des Enckeschen Kometen, aber erst 1951 griff Fred Lawrence Whipple die Idee wieder auf, seine Theorie des schmutzigen Schneeballs ist mit Einschränkungen heute noch gültig.
Jan Hendrik Oort untersuchte 1950 die Bahnen langperiodischer Kometen und stellte eine Häufung bei Apheldistanzen zwischen 50.000 und 150.000 AE fest, wobei Bahnneigungen und Umlaufrichtungen statistisch verteilt sind. Er postulierte deshalb in dieser Entfernung ein großes Kometenreservoir, die aus etwa 1 Billion Objekten bestehende Oortsche Wolke.
Da diese Wolke weder die Anzahl noch die Bahneigenschaften der kurzperiodischen Kometen erklären kann, postulierte Gerard Kuiper ein weiteres Kometenreservoir zwischen 35 und 50 AE, den aus ca. 100 Millionen bis 10 Milliarden Objekten bestehenden Kuipergürtel.
Nachdem die Kometenforschung über weite Strecken des 20. Jahrhunderts nur sehr wenig Beachtung fand, erlebte sie durch die Möglichkeiten der Raumfahrt in den 1980ern einen deutlichen Aufschwung.

### Kometenmissionen
In den 1980er Jahren wurden erstmals Raumfahrtmissionen unternommen, die vorwiegend der Untersuchung von Kometen dienten.
1985 durchflog der International Cometary Explorer den Schweif des Kometen Giacobini-Zinner, und 1986 war der Halleysche Komet das Ziel von fünf Sonden:
- Die japanischen Sonden Sakigake und Suisei näherten sich dem Kern bis auf 7 Millionen bzw. 150.000 Kilometer
- Die sowjetischen Sonden Vega 1 und Vega 2 näherten sich auf 8.000 bis 9.000 Kilometer und durchquerten damit die Koma
- Die europäische Sonde Giotto flog in 600 Kilometer am Kern vorbei und lieferte erstmals Aufnahmen eines Kometenkerns

Weitere Missionen zu Kometen:
- Die amerikanische Sonde Deep Space 1 flog 2001 am Kern des Kometen 19P/Borrelly vorbei und bestätigte die Ergebnisse der Giotto-Mission.
- Im Januar 2004 sammelte die amerikanische Stardust-Sonde Teilchen aus der Koma des Kometen Wild 2 auf; sie brachte die Probenkapsel 2006 wieder zur Erde zurück.
- Am 4. Juli 2005 feuerte die Raumsonde Deep Impact ein 372 kg schweres Projektil auf den Kometen Tempel 1 und beobachtete seinen Einschlag aus einer Entfernung von rund 8.600 km.
- Im März 2004 startete die Rosetta-Mission der ESA. Sie landete am 12. November 2014 auf dem Kometen Tschurjumow-Gerassimenko.

## Amateur-Astronomie
Seit den 1980er Jahren liegt der Schwerpunkt der Kometenforschung bei Sondenmissionen, da zum einen der Kometenkern mit Teleskopen nicht näher untersucht werden kann und zum anderen die Messungen vor Ort für das weitere Verständnis der Kometen und der Entstehung unseres Sonnensystems sehr wichtig sind. Trotzdem ist in der Kometenforschung auch die Arbeit der Amateurastronomen von Bedeutung; mitunter erhalten sie sogar von den professionellen Astronomen konkrete Aufgaben, bei denen die Mithilfe von Freiwilligen unerlässlich ist.

### Erdnahe Objekte (NEO)
Die Suche nach Kometen ist sehr zeitaufwändig, da sehr viel Teleskopzeit benötigt wird, um die komplette Himmelskugel regelmäßig nach neuen Kometen abzusuchen – für diese Teleskopzeit erhalten die professionellen Astronomen keine Etatmittel. Deshalb werden selbst heute, im Zeitalter von hochempfindlichen Groß- und Weltraumteleskopen, noch immer sehr viele neue Kometen, wenn, dann von Amateuren entdeckt. Dieser Umstand ist sehr bedenklich, da Kometen zu den erdnahen Objekten gehören, das heißt: ihre Bahn kreuzt die Erdbahn, und es besteht deshalb ein Kollisionsrisiko. Der Einschlag eines Kometen auf der Erde würde, je nach Größe, zu einer regionalen, möglicherweise sogar zu einer globalen Katastrophe führen – das Tunguska-Ereignis z. B. wird einem kleinen Kometenfragment zugeschrieben, das vollständig in der Atmosphäre verdampft ist.

### Halleyscher Komet
Während der Missionen zum Halleyschen Kometen 1986 wurden die Amateure aufgefordert, einen erdumspannenden Ring zur Beobachtung des Kometen zu bilden. Zur Sammlung der Daten wurden in einigen Staaten Koordinierungsstellen eingerichtet. Diese Positionsbestimmungen wurden zur Berechnung der Bahnkorrekturen der Giotto-Sonde benötigt, da die Sublimationsprozesse der Kometen in Sonnennähe zu permanenten, unvorhersehbaren Bahnabweichungen führen – ohne die Mithilfe der Amateure wäre der große Erfolg von Giotto nicht möglich gewesen.